# Binnenkonsens
Als Binnenkonsens wird ein Konsens bezeichnet, der nur innerhalb eines begrenzten Personenkreises besteht.

## Krankenkassen
Besondere Bedeutung erlangte der Begriff in Deutschland etwa Mitte der 1990er Jahre in der kritischen Auseinandersetzung über die Reform des Krankenkassenrechts. Er bezieht sich insbesondere auf eine Formulierung im § 135 des Fünften Buches Sozialgesetzbuch (SGB V) hinsichtlich der Anwendung neuer Untersuchungs- und Behandlungsmethoden zu Lasten der Solidargemeinschaft:
Neue Untersuchungs- und Behandlungsmethoden dürfen in der vertragsärztlichen und vertragszahnärztlichen Versorgung zu Lasten der Krankenkassen nur erbracht werden, wenn der Gemeinsame Bundesausschuss … Empfehlungen abgegeben hat über
1. die Anerkennung des diagnostischen und therapeutischen Nutzens der neuen Methode sowie deren medizinische Notwendigkeit und Wirtschaftlichkeit – auch im Vergleich zu bereits zu Lasten der Krankenkassen erbrachte Methoden – nach dem jeweiligen Stand der wissenschaftlichen Erkenntnisse in der jeweiligen Therapierichtung … (§ 135 Abs. 1 SGB V)
Im Zusammenhang mit dem Erlass der GKV-Neuordnungsgesetze hatte der Deutsche Ärztetag 1997 den Bundestag aufgefordert, in dieser Formulierung die Worte „in der jeweiligen Therapierichtung“ ersatzlos zu streichen. Man befürchtete, dass das Prinzip der Binnenanerkennung maßlos auf alle neuen unkonventionellen Therapieverfahren ausgedehnt werden könne. So hat der Deutsche Ärztetag kritisiert, dass mit einer Binnenanerkennung „die Vertreter der jeweiligen besonderen Therapierichtungen‚ unter sich und für sich selbst bestimmen können, was sinnvoll und nützlich ist‘“. Dies würde auch ein objektives Risikomanagement verhindern. Gleichzeitig forderte man, die Privilegierung der besonderen Therapierichtungen in den Arzneimittelrichtlinien des Gemeinsamen Bundesausschusses (§ 92 Absatz 3a SGB V) aufzuheben.
Ein Binnenkonsens besteht ebenfalls hinsichtlich der Erstattung nicht verschreibungspflichtiger Arzneimittel der Anthroposophie und Homöopathie. Der Arzt kann sie bei schwerwiegenden Erkrankungen zu Lasten der gesetzlichen Krankenversicherung verordnen, „sofern die Anwendung dieser Arzneimittel für diese Indikationsgebiete nach dem Erkenntnisstand als Therapiestandard in der jeweiligen Therapierichtung angezeigt ist.“ Dies ist in von Sozialgerichten bestätigt worden.

## Arzneimittelrecht
Arzneimittelrechtlich besteht in Deutschland seit 1976 ein Binnenkonsens bezüglich der zulassungspflichtigen Arzneimittel der Therapierichtungen Phytotherapie, Homöopathie und Anthroposophie. Für sie sieht das deutsche Arzneimittelgesetz vor, dass in der Entscheidung über die Erteilung bzw. Verlängerung einer Vermarktungserlaubnis die „medizinischen Erfahrungen“ bzw. „die Besonderheiten dieser Therapierichtungen“ zu berücksichtigen sind (§ 25 Abs. 6 und § 105 Abs. 4f AMG). Für diese sogenannten „besonderen Therapierichtungen“ ist ein erleichtertes Zulassungsverfahren statt eines klassischen Zulassungsverfahrens für Arzneimittel vorgesehen. In den Verfahren unterstützen die eigens eingerichteten Kommissionen C, D bzw. E die Behörde, die auf Basis von Literaturdaten („well-established use“) oder der von den Kommissionen erarbeiteten Monographien unter Berücksichtigung der medizinischen Erfahrungen der jeweiligen Therapierichtung entscheidet.
Vorausgegangen war nach dem Contergan-Skandal die Forderung der Europäischen Wirtschaftsgemeinschaft 1965, die Sicherheit, Qualität und Wirksamkeit neuer sowie bereits eingeführter Arzneimittel in Zukunft mit vergleichbaren wissenschaftlichen Methoden zu prüfen. Um dem Rechnung zu tragen, hatte die SPD-Gesundheitsministerin Katharina Focke 1973 einen entsprechenden Gesetzentwurf vorgelegt. Dieser unterschied aber noch nicht zwischen der Zulassung medizinischer und homöopathischer Arzneimittel. Dies hätte für letztere einen Wirksamkeitsnachweis über den Placeboeffekt hinaus verlangt, wofür es keine überzeugenden Studien gegeben hatte. Durch massive Lobbyarbeit des Anthroposophen Gerhard Kienle und Fürsprache durch den damaligen Fraktionsvorsitzenden der CDU Karl Carstens wurde das ursprüngliche allgemeinverbindliche naturwissenschaftlichen Prinzip schließlich durch einen „Methodenpluralismus“ ersetzt, wodurch die Zulassung der besonderen Therapierichtungen nicht mehr Wirksamkeitsnachweise nach anerkannten wissenschaftlichen Methoden bedarf. Der Binnenkonsens wurde am 6. Mai 1976 im Bundestag beschlossen und trat 1978 in Kraft.

## Weitere Verwendung
Der Begriff Binnenkonsens ist aber auch in anderen Bereichen gebräuchlich. In der aktuellen wissenschaftlichen Debatte spielt er im Bereich der ethnologischen Konsensusanalyse eine Rolle (in englischen Texten meist internal consensus).